# Áron Gábor

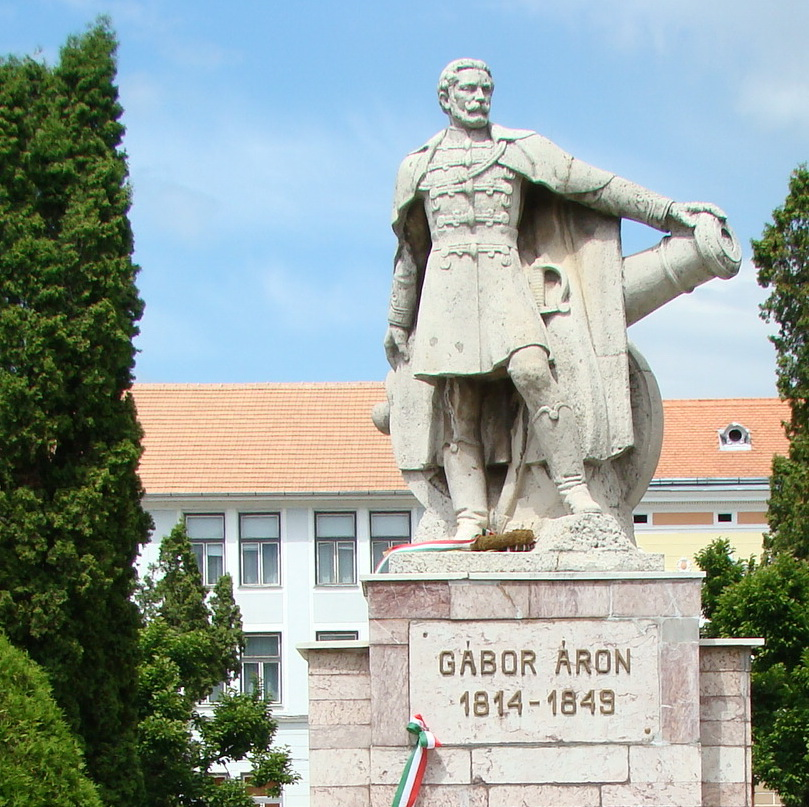
pomnik Árona Gábora

Áron Gábor (ur. 27 listopada 1814 w Bereck, zm. 2 lipca 1849 pod Kökös) – major artylerii węgierskiej, uczestnik powstania węgierskiego, wynalazca.

## Życiorys
Był uzdolnionym rzemieślnikiem, ludwisarzem. W swojej pracowni odlał na potrzeby armii siedmiogrodzkiej ok. 70 dział. Od połowy grudnia 1848 pełnił funkcję głównego inspektora produkcji broni w Trójokręgu i w okręgu Udvarhely. W maju 1849 mianowany dyrektorem artylerii Ziemi Seklerskiej. W czerwcu mianowany został dowódcą artylerii Dywizji Seklerskiej. 2 lipca poległ śmiercią bohaterską w bitwie z Rosjanami.